# Bicha de Balazote (Albacete)
La Bicha de Balazote es una escultura situada en la ciudad española de Albacete.
Se encuentra en los jardines del Altozano de la histórica plaza del Altozano, en pleno centro de la capital albaceteña. Está elevada sobre un pedestal de piedra que constituye su base con una placa con la siguiente inscripción: Esfinge de Balazote. Siglo V-VI aJC.
Es una reproducción tallada en bronce de la original, una de las esculturas más emblemáticas del arte íbero, encontrada en el paraje de los Majuelos, dentro del término municipal de Balazote (Albacete), la cual se expone en el Museo Arqueológico Nacional de España.
La Bicha de Balazote original fue realizada en el siglo VI a. C. Es un híbrido de animal y hombre que representa un toro en reposo. Tiene una cabeza de hombre barbudo con unos pequeños cuernos y orejas de toro.